# Nokha
Nokha é um cidade  no distrito de Rohtas, no estado indiano de Bihar.

## Demografia
Segundo o censo de 2001, Nokha tinha uma população de 22.338 habitantes. Os indivíduos do sexo masculino constituem 52% da população e os do sexo feminino 48%. Nokha tem uma taxa de literacia de 53%, inferior à média nacional de 59,5%: a literacia no sexo masculino é de 64% e no sexo feminino é de 42%. Em Nokha, 18% da população está abaixo dos 6 anos de idade.